# Microcentrum marginellum
Microcentrum marginellum är en insektsart som först beskrevs av Jean Guillaume Audinet Serville 1838.  Microcentrum marginellum ingår i släktet Microcentrum och familjen vårtbitare. Inga underarter finns listade i Catalogue of Life.